# Torneio de Amsterdã de 1985
O Torneio de Amsterdã de 1985 foi a décima primeira edição do Torneio de Amsterdã, um torneio amistoso disputado por 4 times de diferentes países. As equipes desta edição foram: Ajax, Atlético-MG, Athletic Bilbao e Verona. O Ajax sagrou-se campeão.

## Jogos

### Semi-finais
| 9 de agosto 1985 | Atlético-MG                              | 3 – 1 | Athletic Bilbao | Estádio Olímpico, Amsterdam |
|                  | Edivaldo 7' · Reinaldo 29' · Nelinho 78' |       | De Andrés 22'   |                             |

| 9 de agosto 1985 | Ajax                      | 2 – 0 | Verona | Estádio Olímpico, Amsterdam |
|                  | Rijkaard 55' · Koeman 83' |       |        |                             |

### Disputa do 3º lugar
| 11 de agosto 1985 | Athletic Bilbao | 1 – 0 | Verona | Estádio Olímpico, Amsterdam |
|                   | Sarabia 83'     |       |        |                             |

### Final
| 11 de agosto 1985 | Atlético-MG | 1 – 4 | Ajax                                                          | Estádio Olímpico, Amsterdam |
|                   | Everton 28' |       | Rijkaard 16' · Koeman 54' · Van 't Schip 69' · Van Basten 77' |                             |